# Vladimir Saveliev
Pour les articles homonymes, voir Saveliev.
Vladimir Alexeïevitch Saveliev (en russe : Владимир Алексеевич Савельев), né à Petropavlovsk en URSS (aujourd'hui Petropavl au Kazakhstan) le 14 mars 1937, est un réalisateur, scénariste, producteur et acteur soviétique et russe.

## Biographie
- 1960 : Il obtient un diplôme à l'Institut polytechnique d'Odessa appelé maintenant Université nationale polytechnique d'Odessa
- 1966 : Il entame des études de réalisateur à l'Université nationale Karpenko-Kary dans l'atelier de Victor Ivtchenko
- 1971 : Il est reconnu comme artiste émérite de la République socialiste soviétique autonome tchouvache
- 1975 : Il est reconnu comme artiste du peuple de l'Abkhazie
- 2008 : Il reçoit l'ordre du mérite de 3e classe (Ukraine)
- Le cinéaste a été directeur du Studio Dovjenko à Kiev

## Filmographie

### Réalisateur
- 1966 : Accéder à la mer court métrage de 15 minutes réalisé avec Leonid Osika
- 1969 : Dialogues
- 1970 : Sespel
- 1972 : La Ballade du courage
- 1974 : Le Bachlyk blanc
- 1976 : Le Glaive du rebelle
- 1977 : L'Invitation à la danse
- 1978 : Divertimento
- 1979 : Une bonne affaire, série télé
- 1980 : La Cagnotte, téléfilm coréalisé avec Mikhaïl Grigoriev d'après la pièce éponyme d'Eugène Labiche
- 1984 : Le Capitaine Fracasse (Капитан Фракасс), mini-série télé
- 1984 : L'Accusation (Obvinenie)
- 1991 : L'Homme traqué ou L'Exilé
- 2002 : Le Secret de Gengis-Khan

### Scénariste
- 1978 : Invitation à la danse avec Vladimir Zouiev
- 1991 : L'Homme traqué ou L'Exilé

### Producteur
- 1991 : L'Homme traqué ou L'Exilé
- 1993 : Parti! le trésor de l'Ataman avec Alexandre Cheremet

### Acteur
- 1952 : Le Compositeur Glinka (Композитор Глинка) de Grigori Aleksandrov : Karl Ivanovitch
- 1953 : Poussière d'argent réalisé par Pavel Armand et Abram Room
- 1958 : Dans mon vert pays réalisé par Igor Chichov et Richard Viktorov : Gorulya
- 1959 : Les rêves deviennent réalité réalisé par Mikhaïl Viniarski (ru) : Youri Martynych
- 1963 : Quarante minutes avant l'aube réalisé par Boris Rytsarev
- 1965 :  Je veux croire réalisé par Nikolaï Machtchenko : épisode
- 1966 : Celui qui est dans la mer réalisé par Leonid Osika : épisode

## Distinctions
- 1993 : Prix Nika pour la meilleure prise de son à Bogdan Mikhnevitch dans le film L'Homme traqué
- 2007 : L'Homme traqué est sélectionné pour le Festival international du film de Moscou
- 2008 : Ordre du Mérite

## Sources
- Des renseignements complémentaires ont été trouvés dans la page 311 du livre Le cinéma russe et soviétique, cinéma pluriel, L'Equerre, Centre Georges Pompidou qui signale, seul, le film Le Glaive du rebelle.